# Подлопаточная мышца
Подлопаточная мышца (лат. Musculus subscapularis) — плоская треугольная мышца, состоящая из отдельных мышечных пучков, между которыми находятся фасциальные прослойки. Основание треугольника залегает параллельно медиальному краю лопатки, а вершина образована конвергирующими мышечными пучками и направлена в сторону плечевой кости. В мышце различают два слоя — поверхностный и глубокий. Глубокие пучки начинаются от подлопаточной ямки лопатки, а поверхностные — от подлопаточной фасции, которая прикрепляется к краям подлопаточной ямки. Направляясь латерально, мышца переходит в небольшое сухожилие, срастающееся с передней поверхностью суставной капсулы плечевого сустава. При сокращении мышца оттягивает капсулу сустава. Сухожилие прикрепляется к малому бугорку и гребню малого бугорка плечевой кости. В области прикрепления сухожилия имеется небольшая подсухожильная сумка подлопаточной мышцы (лат. bursa subtendinea musculi subscapularis), сообщающаяся с полостью плечевого сустава.

## Функция
Приводит плечо к туловищу, вращает плечевую кость внутрь (пронирует), а также может натягивать суставную капсулу, предохраняя последнюю от ущемления.